# 凯奇凯梅特体育俱乐部
凯奇凯梅特体育俱乐部，是匈牙利凯奇凯梅特的一个体育运动俱乐部，最著名的是其足球部。该足球队曾经获得2010–11赛季的匈牙利盃足球赛冠军。